# Ammoniakspringbrunnen

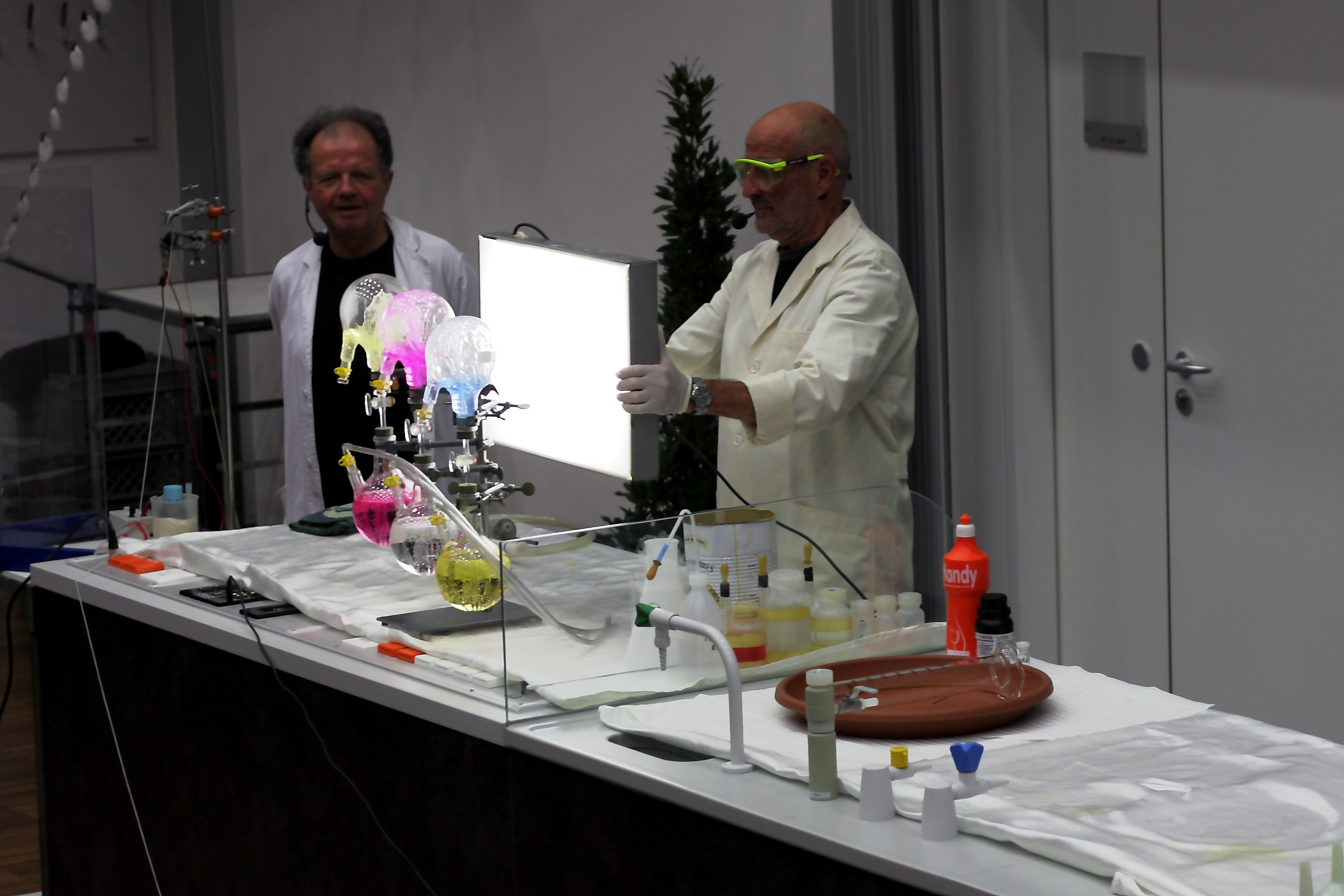
Ammoniakbrunnenexperiment

Der Ammoniakspringbrunnen ist ein chemisches Experiment, bei dem Wasser in einen mit Ammoniakgas gefüllten, ansonsten geschlossenen Behälter geleitet wird. Das in den mit Ammoniakgas gefüllten Behälter einströmende Wasser sieht aus wie eine Fontäne eines Springbrunnens. Deswegen wird dieser Versuch auch als ein Springbrunnenversuch bezeichnet. Es kann als Demonstrationsexperiment verwendet werden.

## Durchführung
Bei diesem Versuch wird ein Gefäß, z. B. eine große Kristallisierschale, mit Wasser (gegebenenfalls unter Zusatz eines Säure-Base-Indikators) gefüllt. Anschließend wird ein Rundkolben mit gasförmigem Ammoniak gefüllt. Für die Darstellung von gasförmigem Ammoniak gibt es verschiedene Varianten:
- Eine wässrige Ammoniaklösung kann in einem Erlenmeyerkolben erhitzt werden, wodurch das Ammoniak in die Gasphase übergeht und in den Rundkolben eingeleitet werden kann.
- Eine Ammoniaklösung kann über einen Tropftrichter auf Natriumhydroxidplättchen getropft werden, wobei ebenfalls Ammoniak entsteht.
- Ammoniumchlorid und Natriumhydroxid können gemischt in einem Gefäß vorgelegt und mit Wasser betropft werden. Bei dieser stattfindenden Säure-Base-Reaktion entsteht ebenfalls Ammoniak.

Auf den mit Ammoniak gefüllten Rundkolben wird dann ein durchbohrter Stopfen mit eingelegter Pasteurpipette aufgesetzt (die Spitze der Pasteurpipette ragt in den Rundkolben hinein). Der so vorbereitete Kolben wird rasch umgedreht und die Pasteurpipette mit dem nicht-spitzen Ende in die Lösung in der Kristallisierschale getaucht. In dieser Position wird der Rundkolben mit Hilfe von Stativmaterial fixiert.

## Beobachtung
Das Wasser in der Kristallisierschale steigt in der Pasteurpipette langsam nach oben. Nach einiger Zeit hat es die Spitze der Pipette erreicht. Kurz darauf strömt weiteres Wasser fontänenartig in den Rundkolben, bis dieser fast vollständig gefüllt ist.
Es kann vorkommen, dass sich die Pasteurpipette im durchbohrten Stopfen des Rundkolbens bereits im Wasser befindet und das Wasser nicht durch die Pasteurpipette in den Rundkolben steigt. Diesen Vorgang, dass das Wasser „von selbst“ in den Kolben steigt, kann unterstützt werden, indem mit einer Spritze etwas Wasser durch den Stopfen in den Rundkolben gespritzt wird. Das kann eine Starthilfe für den Vorgang im Experiment darstellen.

## Deutung
Das gasförmige Ammoniak im Behälter dissoziiert im Wasser, welchen in den Behälter einströmt.
Infolgedessen sinkt der Druck im Behälter. Dadurch wird mehr Wasser in den Behälter eingelassen, wodurch der Fontäneneffekt entsteht. Dieses Experiment zeigt die chemischen Konzepte der Löslichkeit und auch die Gasgesetze.
Anstelle von Ammoniak können auch Stoffe wie zum Beispiel Chlorwasserstoff verwendet werden, da diese eine ähnliche Wasserlöslichkeit haben. Es wurden auch verschiedene andere Springbrunnenversuche vorgestellt, welche sich Redoxreaktionen bedienen, wie die Reaktion von Iodid- mit Iodat-Ionen.
Wenn das Ammoniak durch einen Flüssigkeitsdampf, beispielsweise Wasserdampf, bei einem Druck ersetzt wird, der höher ist als der Dampfdruck bei Raumtemperatur, entsteht ein ähnlicher Effekt. In diesem Fall ist der Druckabfall im Behälter auf die Kondensation des Dampfes zurückzuführen, wenn der Behälter auf Raumtemperatur abkühlt. Das Experiment kann aber auch mit Kupfersulfat durchgeführt werden.